# JesoloSandonà Basket
L'Associazione Sportiva Dilettantistica JesoloSandonà Basket è una squadra italiana di pallacanestro che rappresenta le città di Jesolo e di San Donà di Piave. Gioca le partite in casa presso il PalaCornaro di Jesolo.

## Storia
Lo JesoloSandonà è nato nell'estate del 2004 dalla fusione delle società B.C. Jesolo e Basket San Donà.
Partecipa al Campionato Nazionale di Serie B, con il nome di Smile Jesolosandonà, dal nome del suo sponsor. Nella stagione 2007-08 ha vinto la Coppa Italia di Serie B2, battendo in finale Palestrina per 79-56.
Dal 2008-09 al 2009-10 ha disputato la Serie A Dilettanti.
Nell'estate 2010 la società ha comunicato alla Federazione Italiana Pallacanestro la propria rinuncia a disputare la Serie B Dilettanti, richiedendo l'iscrizione al campionato di Promozione.

## Palmarès
- Coppa Italia LNP di Serie B2: 1

2007-08